# Fairbury (Illinois)
Fairbury es una ciudad ubicada en el condado de Livingston en el estado estadounidense de Illinois. En el Censo de 2010 tenía una población de 3757 habitantes y una densidad poblacional de 806,78 personas por km².

## Geografía
Fairbury se encuentra ubicada en las coordenadas 40°44′45″N 88°31′5″O / 40.74583, -88.51806. Según la Oficina del Censo de los Estados Unidos, Fairbury tiene una superficie total de 4.66 km², de la cual 4.66 km² corresponden a tierra firme y (0%) 0 km² es agua.

## Demografía
Según el censo de 2010, había 3757 personas residiendo en Fairbury. La densidad de población era de 806,78 hab./km². De los 3757 habitantes, Fairbury estaba compuesto por el 95.5% blancos, el 0.67% eran afroamericanos, el 0.05% eran amerindios, el 0.64% eran asiáticos, el 0.03% eran isleños del Pacífico, el 1.73% eran de otras razas y el 1.38% pertenecían a dos o más razas. Del total de la población el 3.46% eran hispanos o latinos de cualquier raza.